# Vagaceratops irvinensis
Il vagaceratopo (Vagaceratops irvinensis) è un dinosauro erbivoro appartenente ai ceratopsidi, o dinosauri cornuti. Visse nel Cretaceo superiore (Campaniano, circa 75 milioni di anni fa) e i suoi resti sono stati ritrovati in Alberta (Canada).

## Descrizione
Questo animale è noto principalmente per tre crani fossili. Benché la struttura generale fosse quella tipica dei ceratopsidi (becco da pappagallo, ampio collare osseo posteriore, corna sul muso) vi erano alcune particolarità notevoli. I crani sono caratterizzati dalla totale assenza di corna sopraorbitali, da un muso più largo rispetto a quello dei suoi simili, da "finestre" parietali più piccole e da una stranissima configurazione degli epoccipitali (le ossa che circondavano il collare): questi erano dieci, di cui gli otto centrali appiattiti, curvati in avanti e verso l'alto e fusi assieme a formare una sorta di margine frastagliato lungo il retro del "collare". 

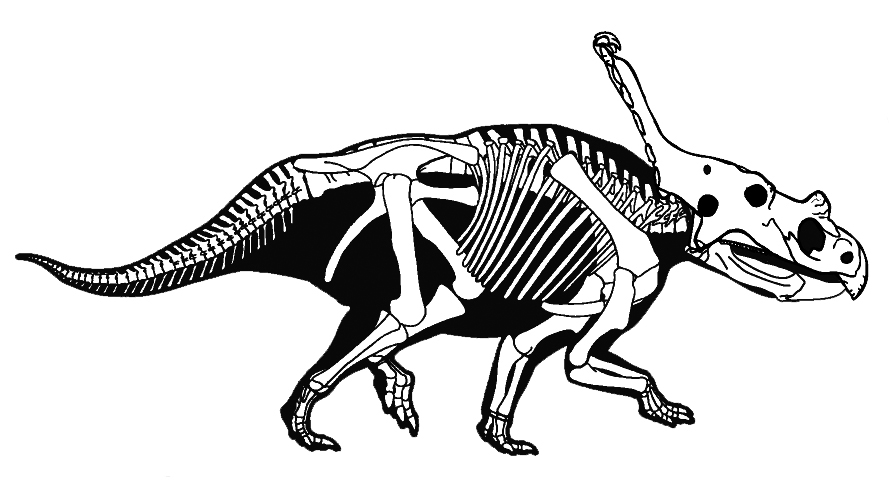
Ricostruzione dello scheletro di Vagaceratops

## Classificazione
Descritti per la prima volta nel 2001, i fossili di questo animale vennero attribuiti al ben noto genere Chasmosaurus, conosciuto per numerosi fossili rinvenuti in Alberta. La nuova specie, "Chasmosaurus" irvinensis, era però notevolmente diversa nella configurazione del collare osseo; con la descrizione di Kosmoceratops avvenuta nel 2010, è apparso chiaro che i due animali erano strettamente imparentati e si è provveduto a istituire un nuovo genere, Vagaceratops. Tutti questi animali, in ogni caso, appartenevano alla sottofamiglia dei casmosaurini.

## Paleobiologia
Sembra che nel corso del Campaniano, circa 77 milioni di anni fa, la zona corrispondente all'attuale Nordamerica occidentale (Laramidia) sia stata divisa in due da una barriera geografica non ben precisata, presente nell'Utah e nel Colorado. Ceratopsidi come Kosmoceratops si erano già diffusi ed evoluti a sud di questa "linea"; quando la barriera si dissolse, nel giro di pochi milioni di anni, questi animali migrarono verso nord, dando origine a forme come Vagaceratops (il cui nome significa "ceratopside vagante"). È possibile che, in seguito, furono proprio questi animali a dare origine ai casmosaurini più specializzati, come Triceratops.